# Walter Zehnder
Walter Zehnder (* 6. November 1926 in Zürich; † 19. Mai 1989 ebenda) war ein Schweizer Radrennfahrer und nationaler Meister im Radsport.

## Sportliche Laufbahn
Zehnder war im Bahnradsport und im Strassenradsport aktiv. 1947 gewann er den nationalen Titel im Mannschaftszeitfahren. Er startete für den Verein VC Oerlikon. 
Von 1949 bis 1956 fuhr er als Unabhängiger und Berufsfahrer. 1956 gewann er die nationale Meisterschaft im Steherrennen vor Jacques Besson. 1955 war er Vizemeister hinter Walter Bucher geworden. 1952 belegte er im Berliner Sechstagerennen mit Hans Preiskeit als Partner den dritten Platz.